# Khalfan Ibrahim
Khalfan Ibrahim (Doha, Catar, 18 de febrero de 1988) es un exfutbolista catarí que jugaba en la posición de extremo. Ha sido, además, internacional por la Selección de fútbol de Catar en 55 ocasiones.
Fue nombrado Jugador asiático del año en 2006, convirtiéndose en el primer jugador catarí en obtener dicho galardón.
A pesar de haber jugado a nivel profesional únicamente con el Al-Sadd Sports Club, Khalfan perteneció, durante su etapa juvenil, a las filas del Al-Arabi SC entre los años 1998 y 2004. Su padre, Ibrahim Khalfan Al Khalfan, es un exfutbolista que jugó para la Selección de fútbol de Catar y que desarrolló su carrera futbolística en el Al-Arabi SC.

## Carrera deportiva

### Al-Sadd

#### Inicios y confirmación
Khalfan firma con el Al Sadd en septiembre de 2004 y debuta con el equipo profesional del Al-Sadd a la edad de 17 años, el 17 de marzo del año 2005. Su debut se produce en un encuentro frente al Al-Shamal, en el que logra anotar su primer gol. 
La temporada 2005/2006 fue la de su confirmación, anotando goles decisivos en la Liga de fútbol de Catar, la Copa Príncipe Heredero de Catar y en la Liga de Campeones de la AFC. 
La siguiente temporada, la 2006/2007, recibe el reconocimiento de ser el primer jugador catarí en obtener el galardón de Jugador asiático del año. Además, marcó goles decisivos tanto para su club, como para el combinado nacional de Catar, con el que conquista la medalla de oro en los Juegos asiáticos de 2006. 
En febrero de 2007 se lesiona de gravedad durante la disputa de un partido de calificación para los Juegos Olímpicos de Pekín 2008 frente a la Selección de fútbol de Baréin. Esta lesión le apartó durante más de un año de los terrenos de juego, perdiéndose la mayoría de partidos de la temporada más exitosa del Al-Sadd, la 2007/2008, en la que se consiguieron los cuatro títulos en disputa.
La temporada 2008/2009, comienza mostrando un rendimiento excelente, anotando 8 goles en los 6 primeros partidos de liga, quedando cerca de alcanzar el récord de Gabriel Batistuta, que anotó 8 goles en 8 jornadas de la Liga de fútbol de Catar.

#### Campeón de la Liga de Campeones asiática
Su mayor éxito lo obtuvo en 2011, conquistando la Liga de Campeones de la AFC 2011 con el Al-Sadd. Khalfan tuvo actuaciones exitosas tanto en las semifinales del torneo, contra el Suwon Samsung Bluewings Football Club surcoreano, como en la final, frente al Jeonbuk Hyundai Motors Football Club, también surcoreano. En la final dio una asistencia de gol a su compañero de equipo Keita, sin embargo, dicha final se decidiría en los penaltis (4-2 a favor del equipo catarí).
Esto le valió al equipo de Khalfan para disputar la Copa Mundial de Clubes de la FIFA 2011. En cuartos de final, derrotaron al campeón africano, el conjunto tunecino Espérance Sportive de Tunis por 2-1. En este partido Khalfan anotó un gol. Ya en semifinales, fueron derrotados por un marcador de 4-0, por el campeón de Europa de la temporada 2011, el FC Barcelona español. El conjunto de Khalfan queda finalmente tercer clasificado, tras ganar en los penaltis del partido por el tercer puesto al conjunto japonés Kashiwa Reysol (5-3).

#### Actualidad
En la temporada 2011/2012, se convirtió en el máximo goleador de su equipo, anotando un total de 7 goles para el Al-Sadd. Además, durante dicha campaña, anotó un gol en semifinales de la Copa Príncipe de la Corona de Catar frente al Lekhwiya SC, y otro en la final frente al Al-Rayyan, en la que su equipo cayó en los penaltis (5-4).
La temporada 2012/2013 logra conquistar la Liga de fútbol de Catar, tras varios años de sequía del conjunto más laureado del fútbol catarí. El jugador se convierte en una de las piezas clave del equipo, junto a jugadores como el español Raúl.

## Palmarés

### Club

#### Al Sadd
- Liga de fútbol de Catar: 2005–06, 2006–07, 2012-13
- Copa del Emir de Catar: 2005, 2007
- Copa de Catar: 2006, 2007, 2008
- Copa del Jeque Jassem: 2007
- Copa de las Estrellas de Catar: 2010-11
- Liga de Campeones de la AFC: 2011
- Copa Mundial de Clubes de la FIFA: Medalla de Bronce 2011

#### Individual
- Futbolista asiático del año: 2006
- Mejor jugador Sub-21 - Catar: 2006
- Mejor jugador árabe: 2007